# Куромия, Хироаки
Хироа́ки Куроми́я (яп. 黒宮 広昭, англ. Hiroaki Kuromiya) — японско-американский исследователь советской и российской истории, современных России и Украины. 

## Биография
Получил магистра в Токийском университете в 1979 году и доктора философии в Принстонском университете в 1985 году. Научный сотрудник Королевского колледжа, Кембридж (Великобритания) в 1985—1990 годах. С 1990 года — профессор Индианского университета в Блумингтоне (США).
Развивает представления об экономической системе СССР 1930-х годов как о комбинации командно-приказных механизмов и квазирыночных отношений — механизмов вспомогательного уровня. Куромия изучает отношение разных категорий рабочих к индустриализации, делая упор на конфликтности власти и рабочей среды.
Х. Куромия — автор объёмной книги о Донбассе, который он назвал последней «антистоличной казачьей землей», которая всегда будет создавать проблемы для центра. Куромия считает, что Донбасс воплощает черты Дикого поля — территории, которая издавна становилась пристанищем тех, кто был не в ладах с законом: свободолюбие, жестокость, склонность к террору, воинственность.

## Основные работы
- Сталин. — Stalin (Profiles in Power). Harlow, UK: Longman, 2005.
- Свобода и террор на Донбассе: украинско-русское пограничье в 1870-х — 1990-х годах. — Freedom and Terror in the Donbas: A Ukrainian-Russian Borderland, 1870s-1990s. Cambridge, UK: Cambridge University Press, 1998. [Украиноязычное издание: Свобода і терор у Донбасі: українсько-російське прикордоння, 1870—1990-i роки. Kиїв: Основи, 2002.]
- Сталинская индустриальная революция: политики и рабочие, 1928—1932. — Stalin’s Industrial revolution: Politics and Workers, 1928—1932. Cambridge, UK: Cambridge University Press, 1988.